# Sierra Club
Il Sierra Club è la più antica e grande organizzazione ambientalista degli Stati Uniti. Fu fondata il 28 maggio 1892 a San Francisco, in California, dal naturalista John Muir, che ne divenne il primo presidente. Esso ha centinaia di migliaia di soci sparsi in tutto il territorio degli Stati Uniti ed è collegata con il Sierra Club in Canada.

## Storia
Sierra Club è un'organizzazione americana che promuove la conservazione dell'ambiente. La sua sede è a Oakland, in California.
Il Sierra Club è stato fondato nel 1892 da un gruppo di californiani che desideravano sponsorizzare escursioni nella natura selvaggia nelle "regioni montuose della costa del Pacifico". Il naturalista John Muir ne fu il primo presidente (1892-1914) e ben presto coinvolse il club in un'azione politica per promuovere la conservazione della natura. Tra i suoi primi successi ci fu la sconfitta degli sforzi volti a ridurre le dimensioni del Parco Nazionale di Yosemite, che nel 1905 fu trasferito dal controllo statale a quello federale.
All'inizio del XX secolo il club costruì sentieri ed edifici per parchi, si oppose alla costruzione di dighe e al pascolo su alcuni terreni pubblici e sostenne l'istituzione del National Park Service (1916) e della California State Park Commission (1927). Il fotografo paesaggista Ansel Adams era un membro attivo del gruppo, diffondendo le cause dei club con le sue immagini della natura.
Sebbene gran parte del suo lavoro iniziale fosse concentrato in California e nell'Ovest, dopo la metà del secolo il Sierra Club ampliò i suoi sforzi a livello nazionale, aprendo un ufficio a Washington, D.C., nel 1963. Il club ottenne una serie di successi nella conservazione del Grand Canyon, Grandi Laghi, Everglades della Florida e foreste dell'Alaska ed è stato incoraggiato dalla legislazione federale che ha creato il Wilderness Act (1964), l'Environmental Protection Agency (1970) e il Clean Air Act (1977). Il club ha anche organizzato campagne internazionali relative alla sovrappopolazione, al commercio internazionale e al cambiamento climatico globale.
Il Sierra Club istituì una fondazione di beneficenza (1960) e un fondo per la difesa legale (1971) e aprì sedi in tutti i 50 stati. Nel primo quarto del 21º secolo ha continuato a sostenere la protezione dell'ambiente e a fare pressione sugli organismi locali, statali e federali per la legislazione ambientale. Nel 2020, ispirato dai disordini razziali scoppiati negli Stati Uniti in seguito all’omicidio di George Floyd, il Sierra Club ha cercato di riconoscere la preoccupante eredità razzista di John Muir e dell’organizzazione stessa promettendo di rivedere la sua leadership e i programmi di sensibilizzazione per combattere razzismo e lavoro all’intersezione tra ambientalismo e giustizia sociale.